# Luangwa, Zambia
Luangwa  este un oraș  în  Lusaka, Zambia, situat la vărsarea râului Luangwa în Zambezi.